# Soak (Musikerin)

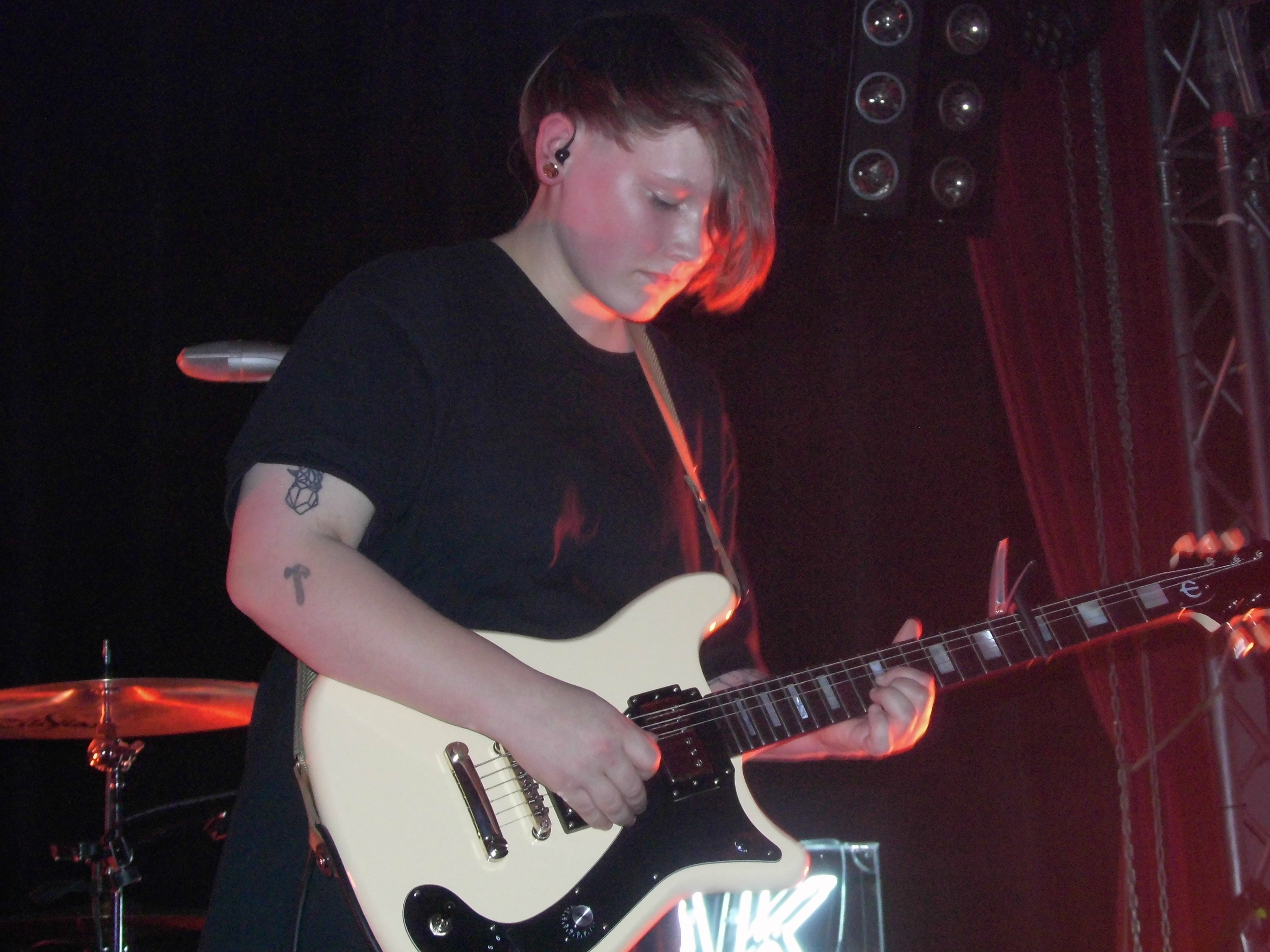
Soak am 9. Oktober 2015 im Berliner Club Lido

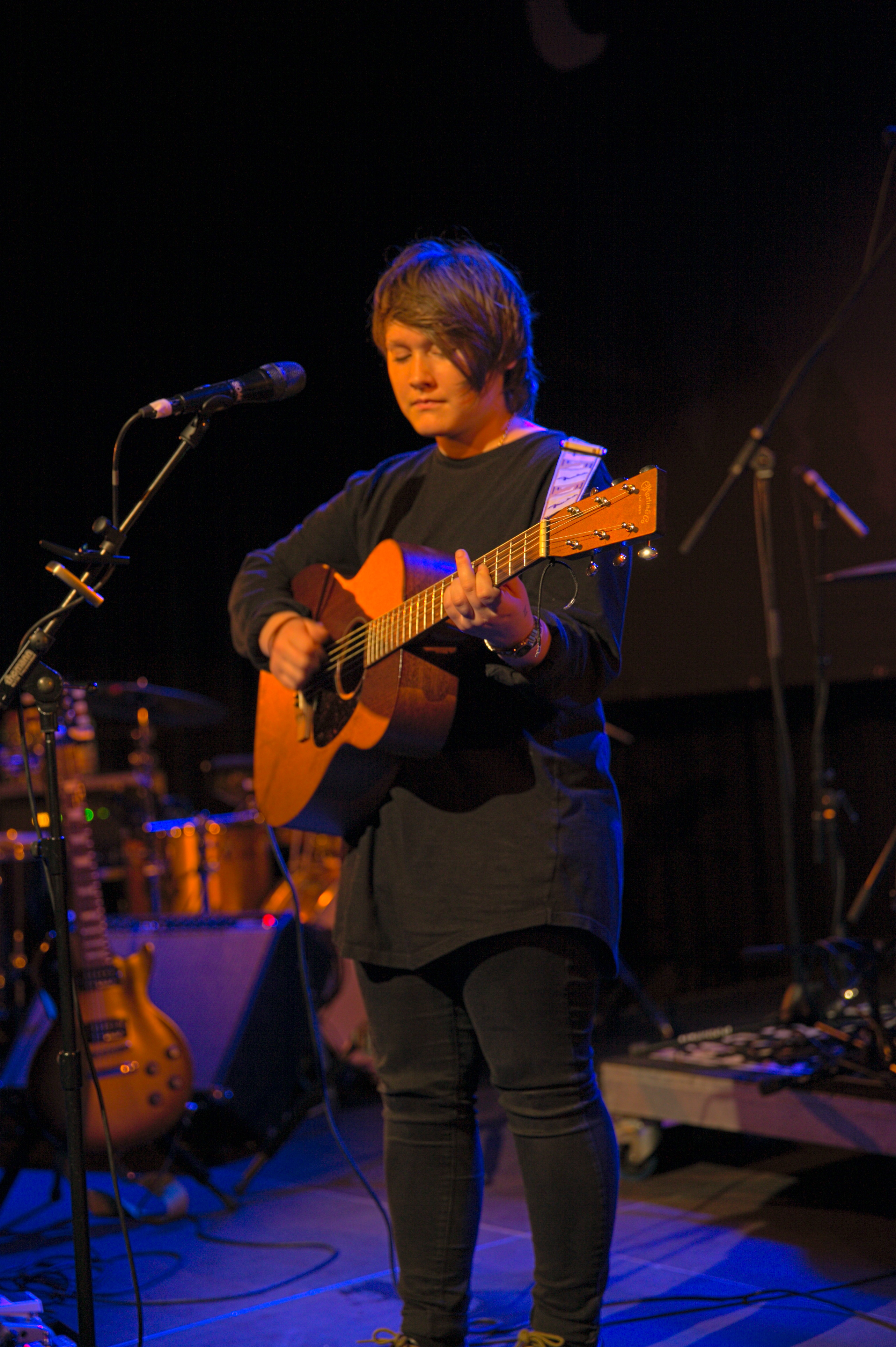
Soak am 23. Mai 2015 beim Way Back When Festival in Dortmund

Soak (Eigenschreibweise: SOAK) ist der Künstlername der nordirischen Singer-Songwriterin Bridie Monds-Watson (* 2. Mai 1996 in Belfast, Nordirland). Er ist eine Kontamination, die sich aus den Worten Soul und Folk zusammensetzt. Jedoch betont Soak, dass sich ihr Musikstil mit keinem dieser beiden Genres beschreiben lässt. Die britische Tageszeitung The Guardian beschreibt ihre Musik als ein „eindringliches Porträt jugendlicher Tiefsinnigkeit (vivid portrait of teenage deep-thinking)“.

## Leben
Soak wurde in Belfast geboren, sie wuchs jedoch in Derry auf. 2010 kaufte sie sich ihre erste Gitarre. 2011 spielte sie in ihrer ersten Band. Im selben Jahr hatte sie ihr lesbisches Coming-out. Im März 2012 erschien ihre erste EP Trains und im Juli 2012 ihre zweite EP Sea Creatures im Eigenvertrieb. Im Jahr 2012 hatte sie über 70 Auftritte, darunter im Oktober 2012 beim Other-Voices-Festival in Dingle. Am 30. Oktober 2013 trat Soak im Vorprogramm von Tegan and Sara im Docks in Hamburg auf und hatte damit ihren ersten Auftritt auf einer deutschen Bühne. Im Februar und März 2014 trat sie im Vorprogramm von George Ezra während seiner Irland- und UK-Tournee auf. Anfang März 2014 erschien ihre erste offizielle EP Blud auf dem Label Goodbye Records der Band Chvrches. Im Juni 2014 trat Soak zum ersten Mal beim Glastonbury Festival auf. Im Juni 2015 folgte ihr zweiter Auftritt bei diesem Festival. Ende 2014 erhielt sie einen Vertrag von Rough Trade Records und die BBC setzte sie auf die Sound-of-2015-Longlist, eine Liste von 15 Newcomern, denen im Folgejahr ein Durchbruch prognostiziert wird. Im Januar 2015 erschien die Single Sea Creatures bei Rough Trade Records. Im Mai 2015 veröffentlichte sie ihr Debütalbum Before We Forget How To Dream. Es erreichte Platz 19 der irischen Albumcharts und Platz 37 der britischen Albumcharts. Nach einem Auftritt beim Haldern Pop im August 2015 absolvierte Soak vom 29. September bis 13. Oktober 2015 ihre erste Clubtournee durch deutsche Städte, die sie nach Köln, Hamburg, Berlin und München führte. Im März 2016 wurde Before We Forget How To Dream in der Kategorie Album des Jahres mit dem Choice Music Prize ausgezeichnet. Im selben Monat gewann Soak als Repräsentantin Irlands den European Border Breakers Award. Im Mai und Juni 2016 begleitete sie The Lumineers auf ihrer US- und Kanada-Tour.
2019 sang Soak das Lied Country Air in der finnisch-britischen Animationsserie Moominvalley. Am 26. April 2019 erschien ihr zweites Studioalbum Grim Town.
Im Mai 2022 erschien Soaks drittes Studioalbum If I Never Know You Like This Again. Im selben Jahr outete sie sich als nichtbinäre Person und benutzt die Pronomen they/them.

## Diskografie

### Studioalben
| Jahr | Titel Musiklabel                                | Höchstplatzierung, Gesamtwochen, AuszeichnungChartplatzierungen (Jahr, Titel, Musiklabel, Platzierungen, Wochen, Auszeichnungen, Anmerkungen) | Höchstplatzierung, Gesamtwochen, AuszeichnungChartplatzierungen (Jahr, Titel, Musiklabel, Platzierungen, Wochen, Auszeichnungen, Anmerkungen) | Höchstplatzierung, Gesamtwochen, AuszeichnungChartplatzierungen (Jahr, Titel, Musiklabel, Platzierungen, Wochen, Auszeichnungen, Anmerkungen) | Höchstplatzierung, Gesamtwochen, AuszeichnungChartplatzierungen (Jahr, Titel, Musiklabel, Platzierungen, Wochen, Auszeichnungen, Anmerkungen) | Höchstplatzierung, Gesamtwochen, AuszeichnungChartplatzierungen (Jahr, Titel, Musiklabel, Platzierungen, Wochen, Auszeichnungen, Anmerkungen) | Höchstplatzierung, Gesamtwochen, AuszeichnungChartplatzierungen (Jahr, Titel, Musiklabel, Platzierungen, Wochen, Auszeichnungen, Anmerkungen) | Anmerkungen                          |
| Jahr | Titel Musiklabel                                | DE | AT | CH | IE | UK | US | Anmerkungen                          |
| ---- | ----------------------------------------------- | --- | --- | --- | --- | --- | --- | ------------------------------------ |
| 2015 | Before We Forgot How to Dream Rough Trade       | — | — | — | IE19 (4 Wo.)IE | UK37 (1 Wo.)UK | — | Erstveröffentlichung: 29. Mai 2015   |
| 2019 | Grim Town Rough Trade                           | — | — | — | IE66 (1 Wo.)IE | — | — | Erstveröffentlichung: 26. April 2019 |
| 2022 | If I Never Know You Like This Again Rough Trade | — | — | — | — | — | — | Erstveröffentlichung: 20. Mai 2022   |

Weitere Veröffentlichungen
- 2014: Blud (EP)
- 2014: B a noBody (Single)
- 2014: Sea Creatures (Single)
- 2018: Everybody Loves You (Single)
- 2018: Knock Me Off My Feet (Single)
- 2019: Déjà Vu (Single)
- 2019: Country Air (Lied auf dem Soundtrack Moominvalley)
- 2019: Modern Girl
- 2020: I’m Alive (mit Gemma Doherty)
- 2022: Last July
- 2022: Purgatory

### Als Gastmusikerin
| Jahr | Titel Album               | Höchstplatzierung, Gesamtwochen, AuszeichnungChartsChartplatzierungen (Jahr, Titel, Album, Platzierungen, Wochen, Auszeichnungen, Anmerkungen) | Anmerkungen                                             |
| Jahr | Titel Album               | UK | Anmerkungen                                             |
| --- | ------------------------- | --- | ------------------------------------------------------- |
| Folgende Lieder erschienen nicht als Single, wurden aber durch das Album zum Download und Streaming bereitgestellt und konnten somit eine Platzierung erlangen: |                           | |                                                         |
| |                           | |                                                         |
| 2024 | Just Stand There Ten Days | UK57 (1 Wo.)UK | Charteinstieg: 19. September 2024 Fred Again feat. Soak |

## Auszeichnungen und Nominierungen
| Jahr | Award                                                                                    |
| ---- | ---------------------------------------------------------------------------------------- |
| 2013 | Choice Music Prize – Irish Single of the Year 2012 für Sea Creatures (Nominiert)         |
| 2015 | Mercury Prize – Before We Forget How To Dream (Nominiert)                                |
| 2016 | European Border Breakers Award – Irland (Gewonnen)                                       |
| 2016 | Choice Music Prize – Album of the Year 2015 für Before We Forget How To Dream (Gewonnen) |